# Непальська мова
Непа́льська мова або непа́лі — індо-європейська мова, поширена в Непалі, Бутані, та частинах Індії (особливо Сіккімі) та М'янмі. Державна мова Непалу, якою розмовляє приблизно 49 % населення країни.
Непальська мова — лінгва-франка Непалу та одна з 22 офіційних мов Індії, включена за 8-м додатком до Індійської конституції. Також ця мова є лінгва-франка штату Сіккім та однією з офіційних мов округу Дарджилінг Західного Бенгалу. Також цією мовою розмовляють у штатах Уттаракханд і Ассам. Непальською як рідною мовою розмовляє приблизно половина населення Непалу, крім того, мова є офіційною та має релігійне значення в цій країні.
В різних районах мова має різні назви, зокрема вона знана як ґоркхалі або ґуркхалі (мова ґуркхів) та парбатія (мова гір). Також використовується старіший термін хаскура — «мова хас», тобто селян західного Непалу з доісторичних часів, ця назва протиставляється хамкура — групі тибетсько-бірманських діалектів народу хам центрального Непалу.